# Biuti Quin Olivia
Biuti Quin Olivia è un film del 2002 diretto da Federica Martino.
Si tratta del primo film diretto da Federica Martino, uscito nelle sale italiane il 22 febbraio 2002.

## Trama
Nei primi anni ottanta in una periferia di Roma cresce Olivia, una ragazza con un carattere difficile e ribelle rovinata da una situazione familiare difficile. La madre cameriera viene licenziata e il padre è un invalido civile violento e volgare. A scuola incontra una ragazza, Lili, con la quale litiga spesso. Quel che sembrava una rivalità ostile, diventerà invece una solida amicizia. Lili organizza a scuola un concorso chiamato appunto Biuti Quin Olivia alla quale partecipa volentieri anche Olivia. I genitori però non vogliono. Infine le due amiche cercheranno il vero padre di Olivia.

## Riconoscimenti
- Nastro d'argento 2002
  - Candidatura come migliore attrice protagonista a Carolina Felline[3]
- Brooklyn International Film Festival 2002
  - Stella Award per il miglior regista esordiente a Federica Martino